# Меннелл, Ник
Ни́к Ме́ннелл (англ. Nick Mennell; род. 1976) — американский актёр, преимущественно известный по своим ролям в фильмах ужасов, слэшерах и ремейках классических фильмов ужасов.
Среди его известных актёрских работ такие фильмы, как «Хэллоуин 2007» (2007) и «Пятница, 13-е» (2009).

## Жизнь и карьера
Меннелл родился в 1976 году в США. В 2005 году он окончил Джульярдскую школу.
В 1998 году Меннел исполнил свою первую роль на телевидении: он исполнил эпизодическую роль Стива в телесериале «Грехи города».
В 2007 году Меннел исполнил роль Боба Симмса в слэшере «Хэллоуин 2007», которая принесла ему первую популярность. Фильм стал кассово успешным и занял первое место по кассовым сборам в США.
В 2009 году появился во второстепенной роли Майка Рейнольдса в ремейке «Пятницы, 13-е» (1980) — «Пятница, 13-е», который был снят режиссёром Маркусом Ниспелем. Как и «Хэллоуин 2007», «Пятница, 13-е» также стала финансово успешной и собрала $92 миллиона при бюджете в $19 миллионов.
В том же 2009 году Меннелл исполнил второстепенную роль дилера в криминально-драматическом телесериале «Саутленд» от телеканалов NBC и TNT.
В 2013 году Меннел исполнил роль самого себя в документальном фильме «Воспоминания Хрустального озера: Полная история пятницы 13-го», который посвящён истории франшизы «Пятницы, 13-е» и работе актёров над своими ролями.
В 2017 году Меннел исполнил свою последнюю на данный момент роль в кино: он исполнил второстепенную роль Винса в триллере «Смертельное пересечение».

## Фильмография
| Год       |     | Русское название                                              | Оригинальное название                                          | Роль               |
| --------- | --- | ------------------------------------------------------------- | -------------------------------------------------------------- | ------------------ |
| 1998      | с   | Грехи города                                                  | Sins of the City                                               | Стив               |
| 2002      | ф   | Одним глазком                                                 | My Little Eye                                                  | полицейский        |
| 2007      | ф   | Хэллоуин 2007                                                 | Halloween                                                      | Боб Симмс          |
| 2008      | с   | 4исла                                                         | Numb3rs                                                        | Эван Риччи         |
| 2009      | ф   | Пятница, 13-е                                                 | Friday the 13th                                                | Майк Рейнольдс     |
| 2009—2011 | с   | Саутленд                                                      | Southland                                                      | дилер              |
| 2009      | ф   | Чёрные воды Эха                                               | The Black Waters of Echo's Pond                                | Джош               |
| 2010      | ф   | Первобытные                                                   | The Lost Tribe                                                 | Том                |
| 2010      | кор | Рейчел                                                        | Rachel                                                         | ковбой             |
| 2012      | ф   | Плохие родители                                               | Bad Parents                                                    | Джулио             |
| 2013      | с   | В поле зрения                                                 | Person of Interest                                             | Николай Юрлов      |
| 2013      | док | Воспоминания Хрустального озера: Полная история пятницы 13-го | Crystal Lake Memories: The Complete History of Friday the 13th | самого себя        |
| 2014      | с   | Закон и порядок: Специальный корпус                           | Law & Order: Special Victims Unit                              | Элиас Кемп-младший |
| 2014      | с   | Череп и кости                                                 | Crossbones                                                     | Ричард Лестер      |
| 2014      | ф   | Святая Жанет                                                  | Saint Janet                                                    | Элтон              |
| 2015      | ф   | Им должен быть ты                                             | It Had to Be You                                               | Зак                |
| 2016      | с   | Хорошая жена                                                  | The Good Wife                                                  | Джино Дэвидсон     |
| 2017      | ф   | Смертельное пересечение                                       | Fatal Crossing                                                 | Винс               |